# Plecionka
Plecionka – motyw zdobniczy utworzony ze splecionych, skręconych pasm, linii, wstęg lub wyrób użytkowy w rzemiośle.

## Plecionka w architekturze

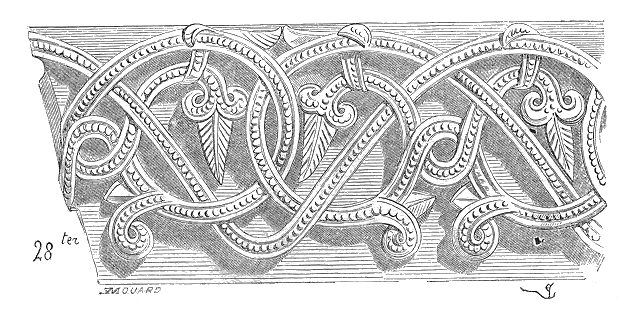
Plecionka jako element architektoniczny

W architekturze plecionka to ciągły ornament złożony z linii, pasów, taśm, listew (plecionka geometryczna), wici z roślin, liści, kwiatów (plecionka roślinna) lub wstęg z głowami i ciałami zwierząt (plecionka zwierzęca). Elementy plecionki przeplatają się w powtarzalnym rytmie skomplikowanych układów. Motyw plecionki powszechny był w sztuce Bliskiego Wschodu (od III wieku p.n.e.), a w Europie zwłaszcza w okresie wczesnego średniowiecza. Największą popularność zyskała w architekturze romańskiej, gdzie wykorzystywano ją do dekoracji kolumn, fryzów ściennych itp.

## Plecionka w rzemiośle
Wyrób z ponakładanych na siebie w określonym porządku włókien (łyka, wikliny, rafii, słomy). Produkt rzemiosła zwanego plecionkarstwem. Plecionki znane były już od czasów prehistorycznych, zarówno w wyrobach użytkowych (kosze, liny, maty), jak i artystycznych. Obecnie najbardziej popularne są plecionki rattanowe.

Naczynie owalne z Korca, koniec XVIII wieku, Muzeum Narodowe w Sztokholmie

## Plecionka w innych dziedzinach twórczości plastycznej
Plecionka stosowana była także w innych dziedzinach twórczości plastycznej m.in. malarstwie miniaturowym, w mozaikach, złotnictwie, ceramice, jako element zdobniczy tkanin, rękopisów.
Najbardziej popularna była w sztuce islamu m.in. w dekoracjach ściennych, mozaikach, kratach okiennych, ceramice. Powszechnie występowała wśród ludów germańskich i celtyckich we wczesnym średniowieczu), gdzie ornament ten był wykorzystywany w iluminowanych manuskryptach, zdobił kamienne krzyże. Plecionka jako element dekoracyjny wykorzystywana jest także w czasach współczesnych.